# (161693) Attilladanko
(161693) Attilladanko est un astéroïde de la ceinture principale.

## Description
(161693) Attilladanko est un astéroïde de la ceinture principale. Il fut découvert le 26 avril 2006 à Mayhill par Andrew Lowe. Il présente une orbite caractérisée par un demi-grand axe de 2,75 UA, une excentricité de 0,26 et une inclinaison de 10,8° par rapport à l'écliptique.

## Compléments